# 日本メジフィジックス
日本メジフィジックス株式会社（にほんメジフィジックス、英: Nihon Medi-Physics Co.,Ltd.）は、住友化学とGEヘルスケア折半出資による製薬会社。
日本国内での放射性医薬品の大手メーカーで、東京都江東区に本社を置く。
2025年3月31日付で、住友化学が保有する全株式がGEヘルスケアに譲渡される予定であると同時に、GEヘルスケアの完全子会社となる予定。

## 主な製品
日本の民間企業としては初めてサイクロトロンを自社所有し、核医学画像診断やポジトロン断層法（PET診断）、放射線療法に用いられる放射性医薬品の研究・開発や製造、販売を行う。
2005年（平成17年）にポジトロン断層法（PET診断）用の薬剤を国内で初めて販売した。
2010年11月には、ドイツのHeyl社が製造する放射性セシウム体内除去剤「ラディオガルダーゼ」の日本における販売承認を取得。2011年の東日本大震災による福島第一原子力発電所事故を受け、Heyl社より緊急輸入した同剤を被災地に無償で提供する。
また同薬は2012年にタリウム中毒への使用の適応が追加された

## 沿革
- 1973年（昭和48年）3月 - アメリカのメジフィジックス社、住友化学工業（現住友化学）、住友商事の合弁により会社設立。
- 1974年（昭和49年）5月 - 宝塚工場竣工。
- 1975年（昭和50年）3月 - メジフィジックス社が資本撤退、代わって日本ロシュが資本参加。
- 1983年（昭和58年）10月 - 千葉工場竣工。
- 1990年（平成2年）7月 - 兵庫工場竣工。
- 1991年（平成3年）10月 - 創薬研究所竣工。
- 1994年（平成6年）3月 - 日本ロシュが資本撤退、同年12月にイギリスのアマシャム社が資本参加。
- 1996年（平成8年）10月 - 住友商事が資本撤退。
- 2004年（平成16年）4月 - GEグループがアマシャムを買収した事により、住友化学とGEヘルスケアの2社の出資となる。
- 2005年（平成17年） - ポジトロン断層法（PET診断）用の薬剤を国内で初めて販売[2]。
- 2025年（令和7年） - 住友化学が保有する全株式をGEヘルスケアに譲渡する予定。

## 主な事業所
- 本社 - 〒136-0075 東京都江東区新砂3丁目4番10号
- 関西事務所 - 〒661-0976 兵庫県尼崎市潮江1丁目2番6号
- 創薬研究所・千葉生産部 - 〒299-0266 千葉県袖ケ浦市北袖3番地1
- 兵庫生産部 - 〒669-1339 兵庫県三田市テクノパーク9番地1

## 不祥事
- ポジトロン断層法（PET診断）用の薬剤の販売に富士フイルムが低価格で参入した際に、投与装置メーカーに富士フイルムの薬剤に対応する改良を阻止するために圧力をかけ、対応機器の発売後には病院側に虚偽の説明をするなどして富士フイルムの薬剤の販売を妨害[2]。それらの行為により薬価を高止まりさせたとして、2018年（平成30年）6月13日に公正取引委員会から私的独占の禁止及び公正取引の確保に関する法律（独占禁止法）違反（私的独占）容疑で立ち入り検査を受けた[2]。